# Breitscheidplatz

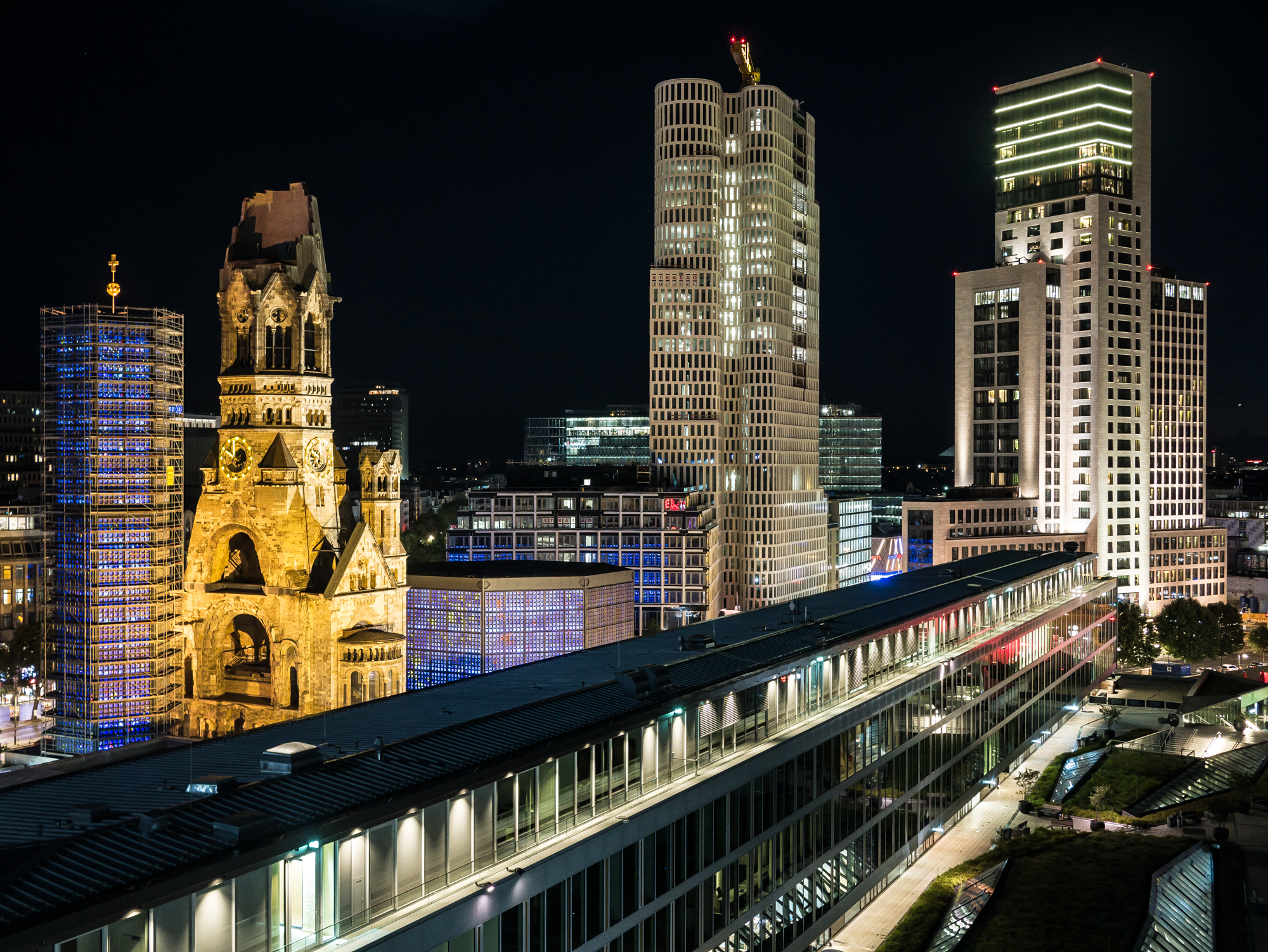
Breitscheidplatz med Kaiser-Wilhelm-Gedächtniskirche vid kvällstiden

Breitscheidplatz är ett torg i västra Berlin, beläget i stadsdelen Charlottenburg i stadsdelsområdet Charlottenburg-Wilmersdorf, mellan gatorna Kurfürstendamm och Budapester Strasse. Torget utgör den centrala platsen i City West, Berlins västra centrum. Öster om torget ligger gallerian Europa-Center och på den västra sidan av torget står den kända kyrkoruinen Kaiser-Wilhelm-Gedächtniskirche samt skraporna Upper West och Zoofenster. Tunnelbanelinjen U2 passerar under torget i en nordväst-sydöstlig sträckning. Torget är beläget ett stenkast sydost om Bahnhof Berlin Zoologischer Garten, den tidigare centralstationen för Västberlin under Berlins delning.

## Historia
Fram till 1889 var platsen utan namn men gavs då namnet Gutenbergplatz, efter boktryckaren Johannes Gutenberg. 1892 byttes namnet till Auguste-Viktoria-Platz, efter Tysklands sista kejsarinna, Auguste Viktoria av Schleswig-Holstein-Sonderburg-Augustenburg. Efter andra världskriget bytte man den 31 juli 1947 sedan namn till dagens namn, efter den av nazisterna förföljda socialdemokraten Rudolf Breitscheid. Under tiden som Berlin var en delad stad utgjorde Breitscheidplatz det centrala torget i Västberlin. Det finns planer på att bygga om torget men inga beslut är än tagna.[källa behövs]
Torget var plats för ett attentat mot en julmarknad 2016, då 12 människor dödades och ett femtiotal skadades av en terrorist med en kapad lastbil.